# Metodismo Calvinista
Os Metodistas Calvinistas foi um ramo do Metodismo primitivo que adotou o Calvinismo, em vez do Arminianismo (a doutrina dominante no Metodismo sob influência de John Wesley). George Whitefield, Daniel Rowland, William Williams Pantycelyn e Howell Harris foram os principais pregadores do Movimento no País de Gales, onde foi formada a Igreja Metodista Calvinista Galesa (também conhecida como Igreja Presbiteriana de Gales) e que reivindica ser a única denominação de governo presbiteriano em Gales cuja origem é totalmente galesa.
O Movimento também se espalhou pelos Estados Unidos, onde foi integrado à Igreja Presbiteriana nos Estados Unidos da América em 1920.
Consequentemente, o Metodismo Calvinismo se integrou completamente à Fé Reformada e se distanciou do restante do Metodismo, que se tornou outra família denominacional protestante.

## História
A vida religiosa da Inglaterra, após o Édito de Tolerância de 1689, apresentou um quadro triste de estagnação e de indiferença generalizada por quase cinquenta anos. Muitos ministros eram homens de pouco fervor, e de pouco estudo mundanos, egoístas, simples ocupantes do ofício. Os deveres episcopais eram em grande parte negligenciados. A pregação consistia em discussões teológicas, sem valor prático. Por muitos anos, igrejas não foram plantadas nem qualquer atividade missionária foi realizada. As Igrejas Livres, porém, eram mais vigorosas do que a Igreja da Inglaterra, mas, de uma forma geral, o espírito religioso inglês estava formal e frio, com formas exteriores de religiosidade acentuadas. Os vícios dominavam a alta sociedade desde a Restauração, atingindo a todas as camadas sociais. No proletariado, a embriaguez e a imoralidade tornaram-se comuns na primeira metade do Século XVIII, seguindo-se a elas a pobreza, que se espalhou ainda mais. Entre 1714 e 1750 triplicaram os impostos. Os crimes e as desordens tornaram-se comuns nas cidades, apesar da severidade das penas legais. A classe alta da sociedade se caracterizava pela ignorância e pela indiferença às classes menos favorecidas. Como fruto dessa frieza espiritual, a Igreja Presbiteriana da Inglaterra foi tomada pelo Arminianismo e desapareceu totalmente, enquanto que as outras Igrejas Livres se apegaram a uma ortodoxia morta.
O início do Movimento Metodista Calvinista pode ser traçado no labor do Rev. Griffith Jones (1684–1761), de Llanddowror, Carmarthenshire, cuja simpatia pelos pobres levou-o a percorrer a pé divulgando um sistema de escolas de caridade para a educação de crianças. Em surpreendente contraste com a apatia geral do clericato do período, o selo de Griffith Jones atraiu à imaginação pública, e sua pregação poderosa exercia uma influência muito difundida, e muitas grandes distâncias viajadas a fim de servir no seu ministério. Houve assim um considerável número de pessoas sinceras dispersas por todo o país esperando pelo despertar do clericato paroquial.
Um anúncio impressionante do Culto de Comunhão da Páscoa, feito pelo Rev. Pryce Davies, Vigário de Talgarth, em 30 de março de 1735, foi o meio de despertar Howell Harris (1714–1773) de Trevecca, e ele imediatamente começou a sustentar reuniões em sua própria casa. Ele foi logo convidado para fazer o mesmo nas casas de outras pessoas, e terminou por se tornar um pregador itinerante impetuoso, estimulando profundamente cada vizinhança que ele visitava.
Griffith Jones, pregando em Llanddewi Brefi, Cardiganshire (lugar em que primeiramente o Patrono de Gales, São David, tornou-se famoso) encontrou Daniel Rowland (1713–1790), Pastor de Llangeitho, e no meio do público, e sua atitude condescendente em ouvi-lo inspirou ao pregador uma súplica pessoal em seu nome no meio do sermão. Rowland ficou profundamente comovido, e tornou-se um ardente apóstolo do novo movimento. Naturalmente um fino orador, seu zelo de regenerado deu uma vantage à sua eloquência, e sua fama se espalhou no estrangeiro. Rowland e Harris estiveram trabalhando plenamente por dezoito meses antes deles reunirem um culto na igreja de Devynock, na parte alta de Breconshire. A familiaridade assim formada durou até o fim da vida de Harris, exceto num intervalo de dez anos. Harris tomou assento em Oxford no outono de 1735 para curá-la espiritualmente de seu fanatismo, mas ele saiu no fevereiro seguinte. Rowland hnunca fora a uma universidade, mas, como Harris, ele ea bem graduado em conhecimentos gerais.
No meio desse estado de coisas, na Inglaterra, surgiu John Wesley (1703-1791), nascido em Lincolnshire, no Condado de Epworth, décimo-quinto filho de um zeloso ministro anglicano, Rev. Samuel Wesley, cujo pai, jacobita, negou-se a reconhecer William de Orange como soberano inglês. Formou-se em Letras em Oxford. Entrou para o ministério e serviu como diácono (Pastor Auxiliar) na paróquia do seu pai. Voltou a Oxford para lecionar Grego. Juntou-se a um de seus irmãos, Charles Wesley, que presidia uma agremiação estudantil da Universidade, destinada a observar devocionais religiosos e cumprimento dos deveres acadêmicos. Era o “Clube Santo”, e seus integrantes passaram a ser conhecidos como “metodistas”.
Em 1735 filiou-se ao “Clube Santo”, a convite de Charles Wesley, um jovem de 20 anos, chamado George Whitefield (1715-1770), filho do zelador da Estalagem do Sino, em Gloucester. Servia bebidas no Bar de Gloucester antes de estudar em Oxford. Concluiu o curso em 1736, quando foi ordenado pelo Bispo Benson em 1736, um homem que só ordenava ministros que tivessem, no mínimo, 23 anos, e Whitefield, era apenas um jovem de 21 anos, mas foi considerado pelo bispo “um pregador incomum”. Uma semana depois, Whitefield estava pregando na Igreja de Santa Maria da Cripta, onde fora batizado na infância. No mesmo ano tornou-se Capelão Substituto da Torre de Londres. Dois meses depois, substituiu a um amigo na Paróquia de Hampshire. Nessa época, John e Charles Wesley estavam na Geórgia, uma das Treze Colônias Inglesas, atendendo ao apelo do General Oglethorpe, que falava da necessidade que os colonos tinham de ministros anglicanos. Whitefield sentiu o desejo de ir para a América, mas contratempos adiaram a primeira de suas sete visitas a América. Em 1737, Whitefield já era um dos famosos pregadores da Inglaterra, reunindo milhares de pessoas ao ar livre e nas igrejas lotadas, falando do compromisso de viver com Cristo, confessando seus pecados e procurando viver de conformidade com as Sagradas Escrituras. Por pregar a genuinidade do Evangelho, esse movimento foi conhecido como o Despertamento Evangélico. Ao mesmo tempo, Howell Harris e Daniel Rowland sacudiam o País de Gales, a oeste da Inglaterra, também com pregações impetuosas.
Entrementes, os irmãos Wesley tiveram contato, na Geórgia, com missionários moravianos, nos quais descobriram alegria e confiança cristãs fora do comum, que jamais experimentaram. Voltaram à Inglaterra em 1738, ano em que Whitefield foi à América. Os irmãos Wesley foram convertidos pelo Despertamento Evangélico em 1738 e passaram a pregar ao ar livre às multidões no ano seguinte. A essa altura, Whitefield já voltara, pregando aos vinte mil mineiros de Bristol e encorajando os irmãos Wesley a agirem assim. Aí, vieram as intrigas: foi interrompido quando pregava na Igreja de Santa Maria da Cripta, tendo que encerrar o culto abruptamente. No adro da igreja, todavia, Whitefield ergueu a sua voz e pregou por mais algumas horas, o que agravou a situação do seu ministério junto à Igreja da Inglaterra, cujos bispos atacavam a sua moral e a sua aparência (ele possuía um olho vesgo). Porém, onde quer que fosse pregar, seja na Inglaterra, seja em Gales, seja na Escócia, seja na América, os comerciantes desciam as portas para ouvir o “Doutor Olho Torto” falar as verdades do amor de Cristo. Durante 15 anos pregou cerca de 40 vezes por semana.
Em cerca de 1739 outra figura proeminente apareceu. Howell Davies of Pembrokeshire, cujo ministério foi modelado no ministério de seu mestre, Griffith Jones, mas com bem mais ressonância em sua autoridade.
De longe, o mais notável dos convertidos de Harris foi William Williams de Pantycelyn (1717–1791), o grande letrista de hinos de Wales, que enquanto ouvia a pregação reavivalista on a sobre uma lápide no cemitério de Talgarth, escutou a voz do Céu, e foi detido como por uma ordem judicial vinda do Alto. Foi ordenado Diácono (Pastor auxiliar) na Igreja da Inglaterra, em 1740, mas Whitefield o recomendou a sair de seu pastorado e ir às estradas e sebes. Nas quarta e quinta-feiras, dias 5 e 6 de janeiro de 1743, os amigos do Cristianismo agressivo em Gales se reuniram em Watford, próximo a Caerphilly, Glamorgan, a fim de organizar suas sociedades metodistas numa Igreja. George Whitefield foi o Moderador. Rowland, Williams e John Powell (depois clérigo de Llanmartin), Harris, John Humphreys e John Cennick (laymen) estavam presentes. Sete pregadores leigos também foram às sessões; eles foram questionados quanto à sua experiência espiritual e receberam tarefas em suas várias esferas; outras questões pertinentes às novas condições criadas pelo reavivamento foram tratadas. Isto é conhecido como a primeira Associação Metodista Calvinista, embrião da Igreja Metodista Calvinista de Gales, reunida dezoito meses antes da primeira conferência de John Wesley (em 25 de junho de 1744). Mensalmente reuniões cobriram pequenos distritos que foram organizados para considerar questões locais, as atividades de cada um destes distritos foram relatados à Associação Trimestral, para serem confirmadas, modificadas, ou rejeitadas. Pregadores foram divididos em duas classes: públicos, aos quais foi permitido serem pregadores itinerantes e superintenderem um certo número de sociedades; e privados, aos quais foi destinada a presidência de uma ou duas sociedades. As sociedades foram distintivamente conhecidas serem parte da Igreja Estabelecida, como Wedgwoods foi, e cada ação não convencional deles era reprovada bruscamente; mas a perseguição fez sua posição anômala. Eles não aceitaram a disciplina da Igreja da Inglaterra, portanto o pleito de conformidade foi uma defesa fraca, não tinham cassado as licenças deles, tanto como reivindicaram a proteção do Ato de Tolerância. A ardente lealdade de Harris à Igreja da Inglaterra, depois de três recusas para ordenarem-no, e o seu desprezo pessoal para o tratamento hostil vindo dos perseguidores foram as únicas coisas que impediram a divisão.
Llangeitho tornou-se a Jerusalém de Gales; e a pouplaridade de Rowlands nunca diminuiu até que suas forças físicas se rendessem. Um notável evento na história do Metodismo Galês foi a publicação em 1770, de uma quarta edição da Bíblia Galesa Anotada pelo Rev. Peter Williams, um pregador vigoroso, e um infatigpavel obreiro, que se juntou aos Metodistas Calvinistas em 1746, depois de diversos pastorados. Isto deu à luz um novo interesse pelas Escrituras, sendo o primeiro comentário definido nesta língua. Um poderoso reavivamento estourou em Llangeitho no verão de 1780, e se espalhou pelo sul do país, mas não alcançou o norte de Gales. A ignorância dos galeses do norte fê-lo muito difícil para o Metodismo Calvinista se beneficiar destas manifestações, até a vinda do Rev. Thomas Charles (1755–1814), que, tendo passou cinco anos em Somerset como Pastor de diversas paróquias, voltou à sua terra nativa para se casar com Sarah Jones de Bala. Falhando em encontrar campo na Igreja Estabelecida, ele se juntou aos Metodistas Calvinistas em 1784.
Em 1790, a Associação de Bala aprovou Regras com respeito ao modo próprio de dirigir a Associação Trimestral, redigidas por Charles; em 1801, Charles e Thomas Jones de Mold, publicaram (para a associação) as Regras e Propósitos das Sociedades Privadas Societies entre as Pessoas chamadas Metodistas. Em cerca de 1795, a perseguição levou os Metodistas Calvinistas a darem o primeiro passo em direção à separação da Igreja da Inglaterra. Multas pesadas fizeram impossível aos pregadores em circunstâncias de pobreza continuar sem reivindicar a proteção do Ato de Tolerância, e as casas de reuniões foram registradas como capelas dissidentes. Em muitíssimos casos isto foi unicamente retardado pela construção das casas que eles usavam tanto como residências quanto capelas ao mesmo tempo. Até meados da década de 1810 os Metodistas Calvinistas não tinham ministros ordenados por eles mesmos; seu enorme crescimento em número e a carência de ministros para administrarem os Sacramentos (somente três ao Norte de Gales, dois dos quais se juntaram somente na autora do século XIX) fizeram a questão da ordenação uma questão de urgência. O clericato do Sul de Gales que regularmente viajava como Pregadores Itinerantes foi localizado no pastorado de sociedades; a maioria desses que permaneceu itinerante estava irregular, e muitos deles foram contrários à mudança. O elemento leigo, com a ajuda de Charles e uns poucos partidários dele, levaram a questão através da ordenação de nove obreiros em Bala em junho, e treze em Llandilo em Agosto. Em 1823, a Confissão Metodista Calvinista foi publicada; ela é baseada na Confissão de Fé de Westminster  e contém 44 artigos. A Ação Constitucional das Conexões foi oficialmente completada em 1826.

## Constituição
A constituição da Denominação (chamada em Galês, Hen Gorff, isto é. o "Velho Corpo") é uma mistura de Presbiterianismo e Congregacionalismo: cada igreja local ou paróquia (antigas sociedades metodistas) gerenciam seus próprios negócios e apresentam relatório (I) às reuniões distritais, (2) às reuniões mensais; a natureza de cada relatório determina sua destinação. As reuniões mensais são compostas de todos os oficiais das igrejas compreendidas em cada região, e são divididas em distritos eclesiásticos para o propósito de uma cooperação mais local das congregações. As reuniões mensais apontam delegados às Associações Trimestrais, da qual todos os oficiais são membros. As Associações do Norte e do Sul de Gales são instituições distintas, deliberando e determinando questões pertinentes a eles em suas assemblEias trimestrais separadas. Para o propósito de uma cooperação mais plenas em questões comuns a ambas, uma assembléia geral (que se reúne a cada ano) foi estabelecida em 1864. Este é um conclave puramente deliberativo, operado por comissões, e toda esta legislação tem de ser confirmada pelas duas Associações antes que possa ter alguma força ou seja legal. A conferência anual das igrejas Inglesas da Denominação não tem status legislativo, e isto é significativo para intercâmbios e discussões sociais e espirituais.

## Doutrina
Em doutrina a Igreja é Calvinista, mas seus pregadores estão longe de serem rígidos neste particular, sendo calorosamente evangélicos, e, em geral, distintamente culturados. O diploma do Seminário de Londres largamente figura no Diário Conectivo e agora o diploma do Seminário Galês, no Bacharelado e na Pós-Graduação em Divindade, estão sendo crescentemente colados. É um fato extraordinário que todo Reavivamento Galês, desde 1735, tem estourado entre os Metodistas Calvinistas. Aqueles de 1735, 1762, 1780 e 1791 têm sido mencionados; aqueles de 1817, 1832, 1859 e 1904–1905 não foram menos poderosos, e sua história está entrelaçada com o Metodismo Calvinista, o sistema de que é assim admiravelmente adaptado para passar o testemunho. O sistema ministerial é muito anômalo. Começou na pura itinerância; o pastorado veio muito gradualmente, e, contudo, não é de aceitação universal. A autoridade do púlpito de qualquer igreja local está nas mãos dos diáconos; eles solicitam o pastor para suprir tantos domingos ao longo do ano, de doze a quatorze, conforme o caso e eles então preenchem o restante com qualquer pregador que eles escolhem. O pastor é pago pelo seu trabalho pastoral, e recebe sua côngrua dominical bem como um estranho; seus domingos de folga ele preenche com o pedido de diáconos de outras igrejas, e é uma quebra da etiqueta conectiva para um ministro solicitar trabalhos, não importa quantos domingos não preenchidos ele possa ter. Diáconos e pregadores realizam atividades sete ou oito anos adiantados. A Conexão dá residência para os pastores Ingleses onde quer que seja preciso, e os ministros Ingleses estão mais frequentemente in seus próprios púlpitos do que seus irmãos Galeses.